# Atractodes ruficollis
Atractodes ruficollis là một loài tò vò trong họ Ichneumonidae.